# St. Johannes (Bad Reichenhall)
Die Spitalkirche St. Johannes (auch: Spitalkirche, St.-Johannes-Spitalkirche) ist eine katholische Kirche in Bad Reichenhall und vermutlich die älteste Kirche der Stadt.
Das Gebäude steht unter Denkmalschutz und ist mit der Nummer D-1-72-114-99 in die Bayerische Denkmalliste eingetragen.

## Lage

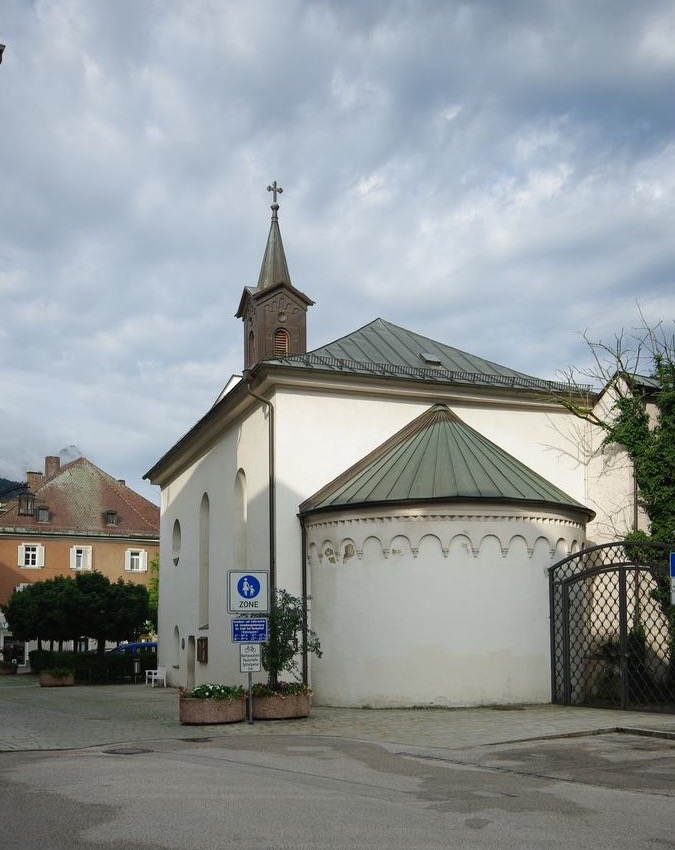
Ansicht von Norden

Die Kirche befindet sich am nördlichen Ende der Poststraße, direkt an der ehemaligen Stadtmauer der Stadt, von der dort noch ein Rest erhalten ist.

## Geschichte
Bei der Christianisierung Deutschland spielten die Taufkirchen eine wichtige Rolle. Da diese Gotteshäuser meist Johannes dem Täufer geweiht waren, wird angenommen, dass die Kirche St. Johannes wohl die älteste Kirche im Reichenhaller Talkessel ist. 790 wird sie als „ecclesia ad salinas“ (Kirche bei den Salinen) bezeichnet und 1144 als „capella in castro Halla“ und deshalb wird angenommen, dass es zu dieser Zeit nur diese eine Kirche gab. Auch zeigt das älteste Siegel der Stadt das Lamm Gottes, das auch auf Johannes den Täufer hinweist. Durch Bürgerinitiativen wurden ab 1159 die Ägidikirche und ab 1181 die Nikolauskirche errichtet.
Der Holzbau der Johanneskirche wurde spätestens im 12. Jahrhundert durch einen Steinbau ersetzt, der im Wesentlichen bis heute erhalten geblieben ist. 1481 wurde bei der Kirche ein Spital für gebrechliche Salzarbeiter errichtet, 1486 bestätigte Papst Innozenz VIII. das Spital. 1485 stiftete Georg der Reiche eine ewige tägliche Messe. Die bis dahin flach gedeckte romanische Saalkirche wurde eingewölbt, der Haupteingang auf der Seite des Spitals als Eingang für die Bewohner umfunktioniert und eine gewölbte Empore eingezogen, damit diese einen eigenen Gottesdienstraum samt Alter zur Verfügung hatten. In diesem Zuge wurde ein neuer Haupteingang auf der Straßenseite ausgebrochen. 1626 bat der Propst von St. Zeno um die Erlaubnis zum Abbruch des Altares auf der Empore im Zusammenhang mit einer Gesamtrenovierung.
1730 wurde unter Propst Floridus I. Penker und dem Reichenhaller Pfarrer Rupert Fux das gotische Sternrippengewölbe entfernt und durch Rokokostukkaturen ersetzt, eine Kanzel in diesem Stil errichtet und die Fenster angepasst.
Beim großen Stadtbrand 1834 wurde die Kirche schwer beschädigt und wurde längere Zeit als Lagerraum verwendet. Erst durch die Initiative durch den späteren Stadtpfarrer Sebastian Degenbeck und der Mallersdorfer Schwestern, die seit 1876 das Spital betreuten, wurde 1877 die Mauersanierung und 1878 die Innenrenovierung durchgeführt. Die Benediktion erfolgte am 3. März 1878, im gleichen Jahr wurde ein Kreuzweg im Laienschiff angebracht. 1879 wurde ein Dachreiter nach einem Entwurf des Landbauamtes Traunstein auf das südwestliche Ende der Kirche gesetzt.
In den Jahren 1911 und 1912 erfolgte eine umfassende Renovierung. Die neugotische Einrichtung wurde entfernt, ein neuer Altar aufgestellt, eine neue Kanzel im Stil des 18. Jahrhunderts installiert sowie neue Deckenbilder angebracht. 1914 wurde der Kreuzweg von 1878 durch einen neuen ersetzt. 1981 wurde das Spital abgebrochen, seitdem steht die Kirche ohne An- und Einbindung an das Umfeld isoliert vor einem leeren Platz, der inzwischen als Parkplatz genutzt wird. 1985 bis 1987 wurde die Kirche durch die Stadt außen und innen renoviert.

## Beschreibung

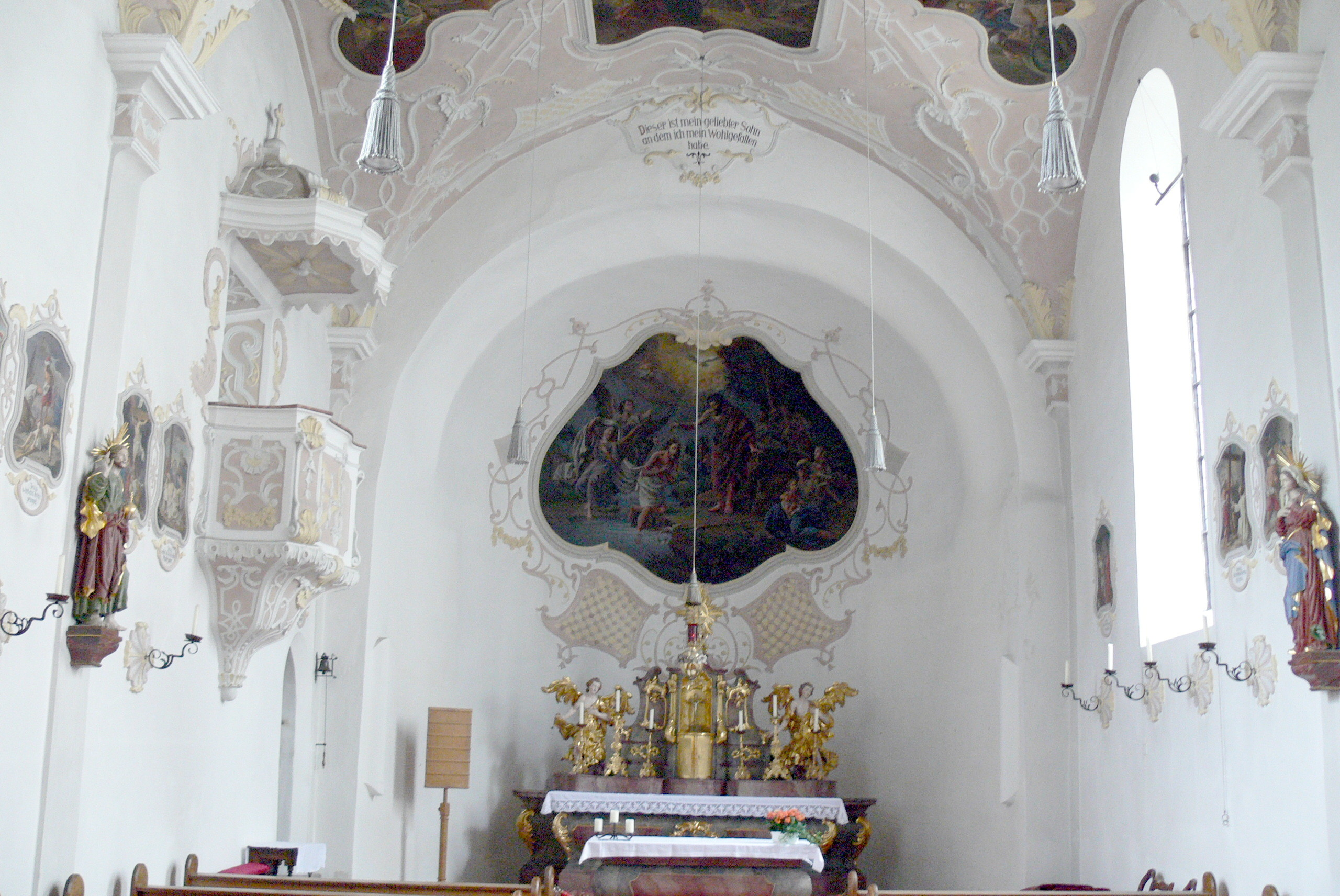
Altarraum

### Äußeres
Die romanische Saalkirche stammt aus dem 12., vielleicht auch aus dem 11. Jahrhundert. Unüblich ist die nordöstliche Ausrichtung. Die halbrunde Apsis ist mit einfachem Bogenfries und deutschem Band verziert. Am früheren Haupteingang im Südwesten befindet sich ein romanisches Portal mit Archivoltenanlage und mehreren beschädigten Steinköpfen im Gewände, die im Zuge der Renovierungsarbeiten 1986 wieder freigelegt wurden. Nach dem Abbruch des Spitals wurde dieser Eingang durch einen Notvorbau mit Schrägdach verschlossen. Oberhalb befand sich der ehemalige Zugang vom Spital in den Dachboden der Kirche, der Dachreiter in gotisierter Form stammt aus dem Jahr 1879. Die Fensteröffnungen des Langhauses zur Poststraße stammen aus der Barockzeit, im letzten Joch befindet sich wegen der Empore dort nur ein Rundfenster oben sowie ein kleines Bogenfenster unten. Der jetzige Haupteingang aus dem 15. Jahrhundert befindet sich auch an der Poststraße. An der gegenüberliegenden Seite an der Nordwestwand befindet sich die Sakristei aus dem 18. Jahrhundert, die im Laufe der Zeit jedoch mehrfach verändert wurde, ein großes Fenster im zweiten Joch und im dritten Joch ein noch erhaltenes romanisches Fenster auf Höhe der Empore. Die Außenmauern sind bis zu 1,05 m stark und sind einschließlich der Apsis verputzt.

### Inneres
Die große romanische Apsis im Nordosten und im Kontrast dazu die gotische Empore im Südwesten prägen den Eindruck des Innenraums. Trotz der Umgestaltung im Rokokostil im 18. Jahrhundert ist das gotische Gewölbe seit der Entfernung der romanischen Holzflachdecke gut erkennbar. Das Gewölbe ist mit feinem Bandwerkstuck verziert, der vom Salzburger Joseph Schmid oder vom Burghauser Joseph Höpp stammt.

## Ausstattung

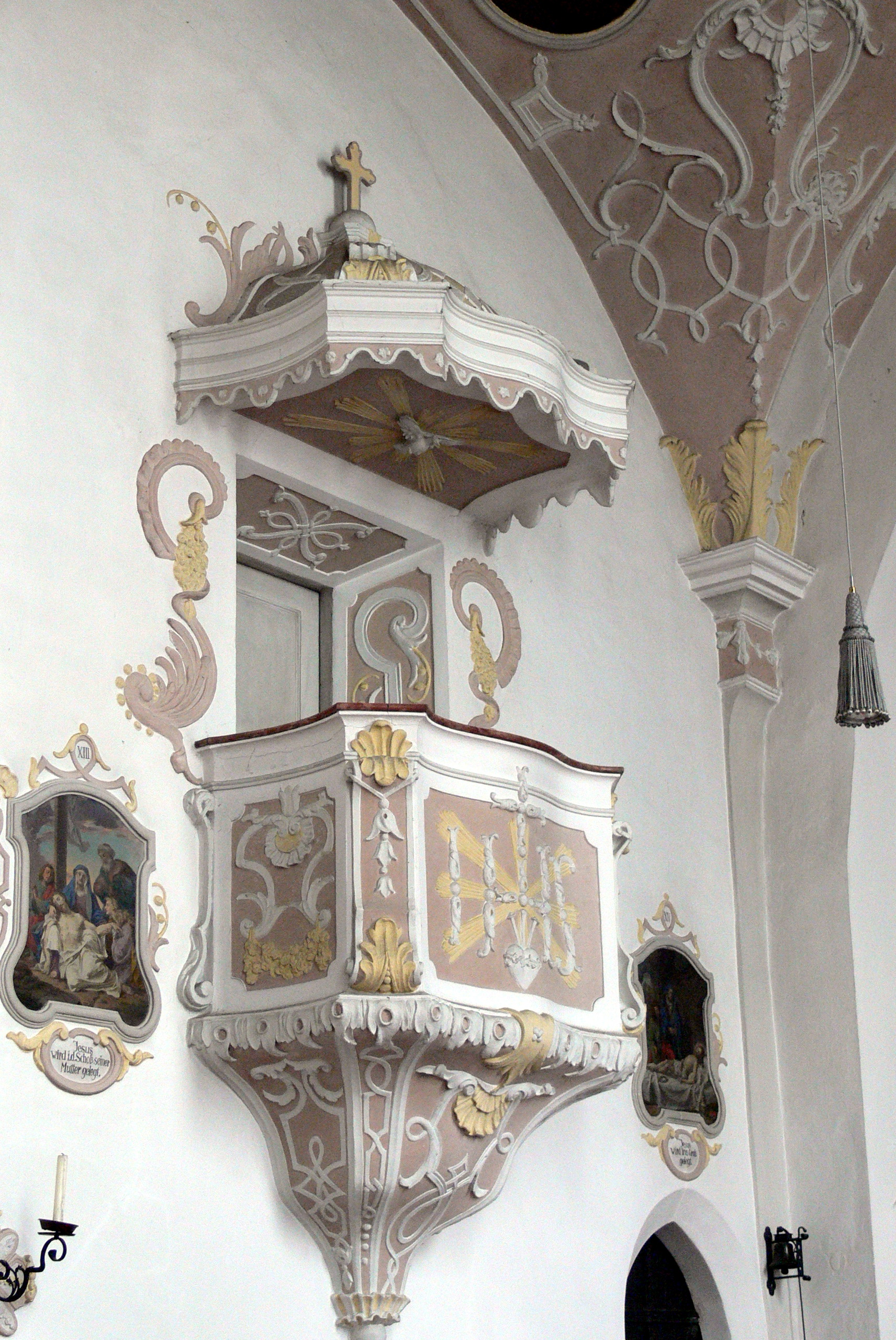
Stuckkanzel von 1911

Der neugotische Altar von 1878 wurde 1911 durch einen neuen Choraltar nach einem Entwurf des Kirchenmalers Karl Weinzierl aus Isen ersetzt. Der Rokokotabernakel stammt von Matthias Fackler aus Dorfen, der Anbetungsengel ist im Stil des Johann Baptist Straub ausgeführt. Altartischverkleidung, Leuchterbank mit Rückwand, Veränderungen am Tabernakel und an den Engeln von Stephan Zechmeister aus Berchtesgaden. Das Deckenbild mit der Taufe Jesu durch den Kirchenpatron in Stuckumrahmung soll den Altaraufbau ergänzen.
Die Ölbilder in Stuckrahmen malte 1912 Leonhard Thoma aus Fischach, diese zeigen im Gewölbe des Langhauses die Predigt des Täufers in der Wüste, seitlich links die Verkündigung an Zacharias im Tempel, rechts die Namengebung an den neugeborenen Johannes, zudem die Predigt an Herodes und Herodias, seitlich rechts der Tanz der Salome und links die Enthauptung des Täufers.
Die Stuckkanzel von 1911 ist eine teilweise Kopie der Kanzel im Nonner Kircherl, Stuck und Austünchung durch Karl Weinzierl.
An der Nord- und Südwand befinden sich jeweils sieben Leinwandbilder in Stuckrahmen von 1914 mit den Kreuzwegstationen – ebenfalls von Leonhard Thoma – sowie zwölf Apostelleuchter. Neben der Kanzel an der Nordwand steht eine Holzfigur des Salvators und gegenüber eine der Maria von Anton Stöckl aus Ramsau. Weitere Figuren in der Kirche sind der hl. Antonius an der Nordwand und Franziskus an der Südwand, unter der Empore der hl. Josef, in der Nische Maria mit Rosenkranz und die hl. Bernadette. An der Südwand findet sich Glasmalerei aus der Mayer’schen Hofkunstanstalt in München mit dem Motiv hl. Anna unterweist Maria. Ebenfalls an der Südwand ein Rundfenster und eine Figur des hl. Antonius mit dem Jesuskind. An der Westwand drei gerahmte Bilder mit dem Abendmahl links, Immaculata in der Mitte und die Anbetung des Jesuskindes durch die Hirten rechts, signiert von Nikolaus Baur aus München von 1878. An der Nordwand befindet sich das einzige romanische Fenster, das 1987 wieder geöffnet wurde. Die Orgel mit sieben Registern stammt aus dem Jahr 1968.

## Spitalkirche
Anders als bei den meisten Spitalkirchen existierte die Spitalkirche St. Johannes in Bad Reichenhall lang vor dem Bau des Spitals. Sonst wurde üblicherweise durch eine Stiftung ein Spital mit einer angeschlossenen Kirche errichtet.

## Sonstiges
„Die bestens renovierte Kirche besitzt einen ausgesprochenen intimen Charakter und zählt von ihrer Geschichte, ihrem Bau und ihrer Ausstattung sicher zu den bedeutendsten Gotteshäusern der Stadt. Seit dem Abbruch des Spitals gleicht sie einer Perle im Acker, die man entdecken muß.“